# تشارلز غيران
تشارلز غيران (بالفرنسية: Charles Guérin)‏ (و. 1873 – 1907 م) هو شاعر فرنسي، ولد في لونفيل، توفي في لونفيل، عن عمر يناهز 34 عاماً، بسبب سرطان الدماغ.

## جوائز
حصل على جوائز منها:

prix Archon-Despérouses ‏ (1902)

## روابط خارجية
- تشارلز غيران على موقع ميوزك برينز (الإنجليزية)